# Suzanne Létorey-Dumond
 (août 2017).
Si vous disposez d'ouvrages ou d'articles de référence ou si vous connaissez des sites web de qualité traitant du thème abordé ici, merci de compléter l'article en donnant les références utiles à sa vérifiabilité et en les liant à la section « Notes et références ».
Suzanne Berthe Létorey-Dumond, née le 8 novembre 1911 à Paris et morte le 28 janvier 2002 à Eaubonne, est une artiste-peintre française.

## Biographie
Suzanne Dumond naît le 8 novembre 1911 dans le 17e arrondissement de Paris.  Son père est architecte, sa mère couturière chez Paquin. À dix-sept ans, elle réussit le concours d'entrée à l'Académie de la Grande Chaumière avant de suivre les cours d'Éric Bagge à l’École nationale supérieure des arts décoratifs. Puis elle s'inscrit aux Beaux-arts dans l'atelier de Fernand Sabatté où elle sympathise avec la fille de Pierre Eugène Montézin. Elle bénéfice des conseils de ce peintre qui emmène les deux jeunes filles travailler en extérieur. Elle passe également le professorat de dessin de la Ville de Paris.
Elle expose au Salon des artistes français dès 1934. Le 3 juin 1935, elle épouse Jean-Pierre Létorey. Ils partent à Djibouti où il est directeur d'exploitation pour les Salins du Midi.

### Période somalie

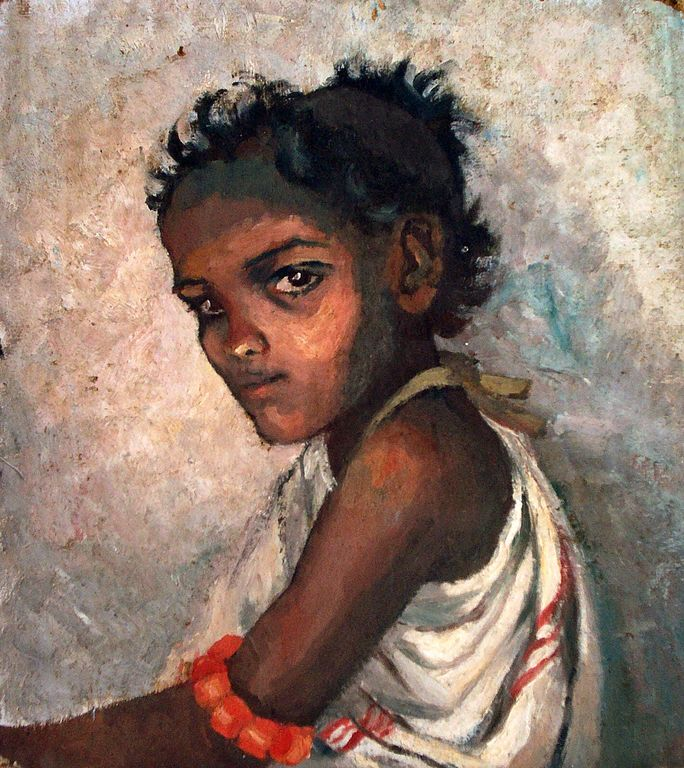
Jeune Somali

Après avoir décoré de fresques en style Art Déco leur appartement et peint les salines, elle fait une série de portraits au fusain, au lavis d'encre de Chine et à l’huile sur toile, choisissant ses modèles parmi les ouvriers de l'exploitation, leurs femmes, leurs enfants et les bergers des Hauts Plateaux d'Éthiopie qui viennent vendre leurs bêtes au marché.
Participant avec son mari à la vie mondaine de la société coloniale de l'époque, elle y noue de solides amitiés parmi les fonctionnaires en place et vend ou offre plusieurs œuvres.
Leur première fille nait en octobre 1937. Lorsque la Seconde Guerre mondiale éclate en Europe, le port de Djibouti est bloqué par les Italiens installés en Érythrée, les femmes et les enfants sont rapatriés en France par bateau militaire.

### Pendant la guerre

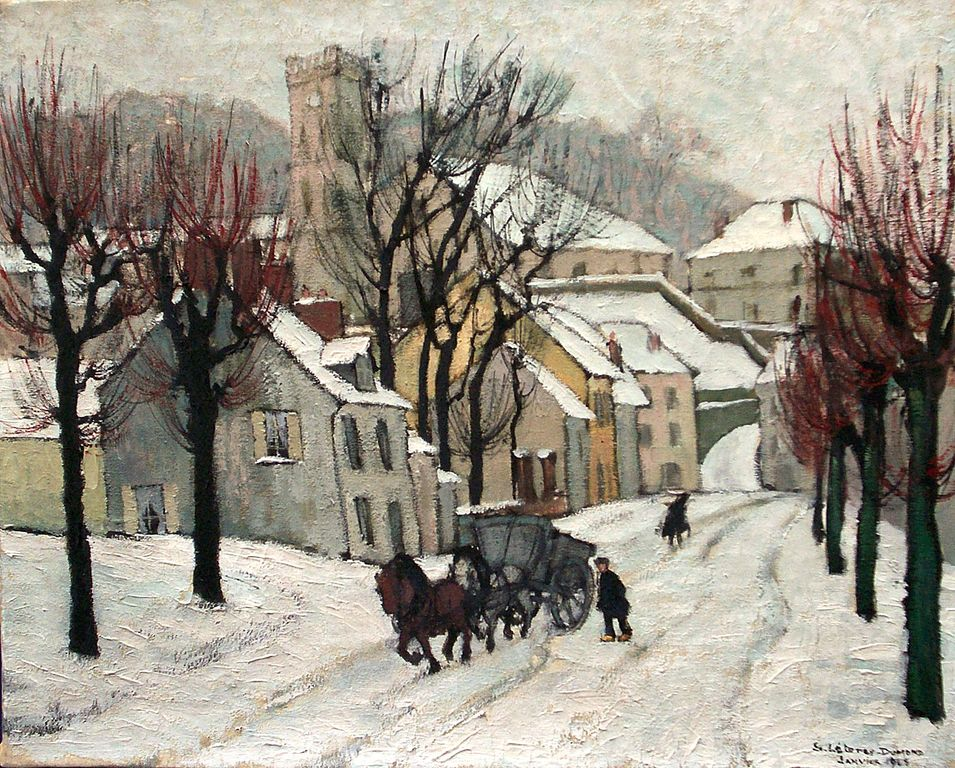
Paysage hivernal à Meulan.

Pour rester en contact épistolaire avec son mari, elle s'installe à Néris-les-Bains en zone libre près de Montluçon et de son aéroport. Lorsque la ligne de démarcation est supprimée en 1943, elle rejoint sa famille à Meulan-Hardricourt.
Son mari revient en 1945 après l'armistice. Leur fille aînée a déjà huit ans. Une seconde fille vient au monde en août 1946.
Toujours en relation avec la famille Montézin, elle parcourt le Vexin à pied ou à vélo avec boîte de peinture et chevalet pour travailler en pleine nature, été comme hiver, emportant aussi son matériel quand ils vont voir leurs familles respectives dans le Doubs et en Bretagne ou quand ils partent en vacances dans le Massif central ou en Haute-Savoie. Elle fait aussi plusieurs portraits d'intérieur.

### Période malgache

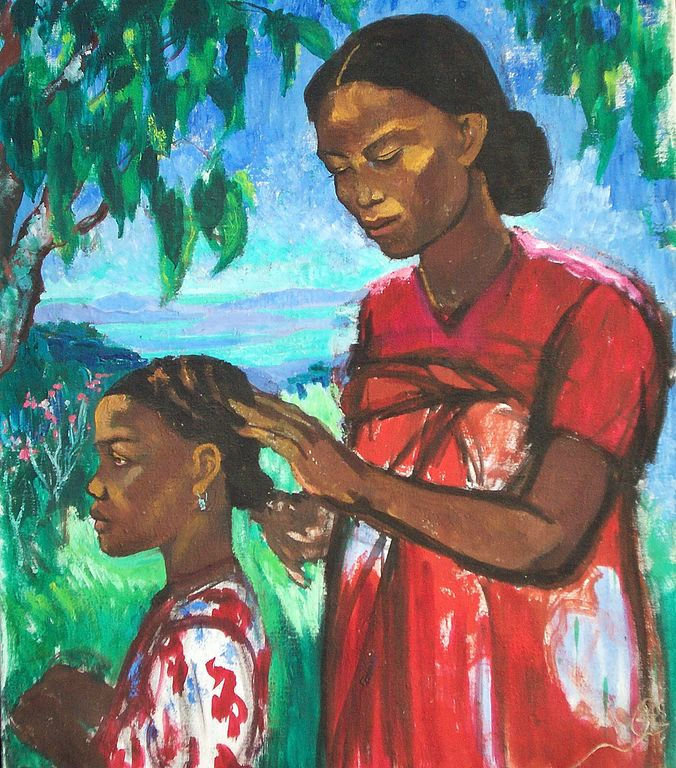
Coralie et sa fille

Début 1947, Jean-Pierre Létorey est nommé directeur des salines à Diégo-Suarez (actuellement Antsiranana) au nord de Madagascar. Ils habitent à Joffreville, dont les collines dominent la baie d'Andovobazaha qu'elle peint de nombreuses fois.
Sa palette et ses habitudes de travail changent. Elle se fait envoyer des couleurs qu'elle n'avait jamais utilisées pour s'adapter aux teintes des paysages tropicaux. Elle dispose d'un atelier où elle peut entreprendre plusieurs grandes toiles en même temps. La rapidité des couchers de soleil l'amène à peindre à l’avance le paysage et à retourner sur place au moment du crépuscule pour indiquer les nuages. En période de mousson, elle privilégie les esquisses rapides à l'huile sur panneaux de contreplaqué.
De temps à autre, elle visite l'île avec son mari. Carnet de croquis en main, elle note à la gouache des détails pittoresques, de beaux visages, des danses rituelles, des paysages typiques de l'Île et des costumes ethniques. Ces documents se retrouvent dans ses tableaux des années plus tard.

### Période marocaine

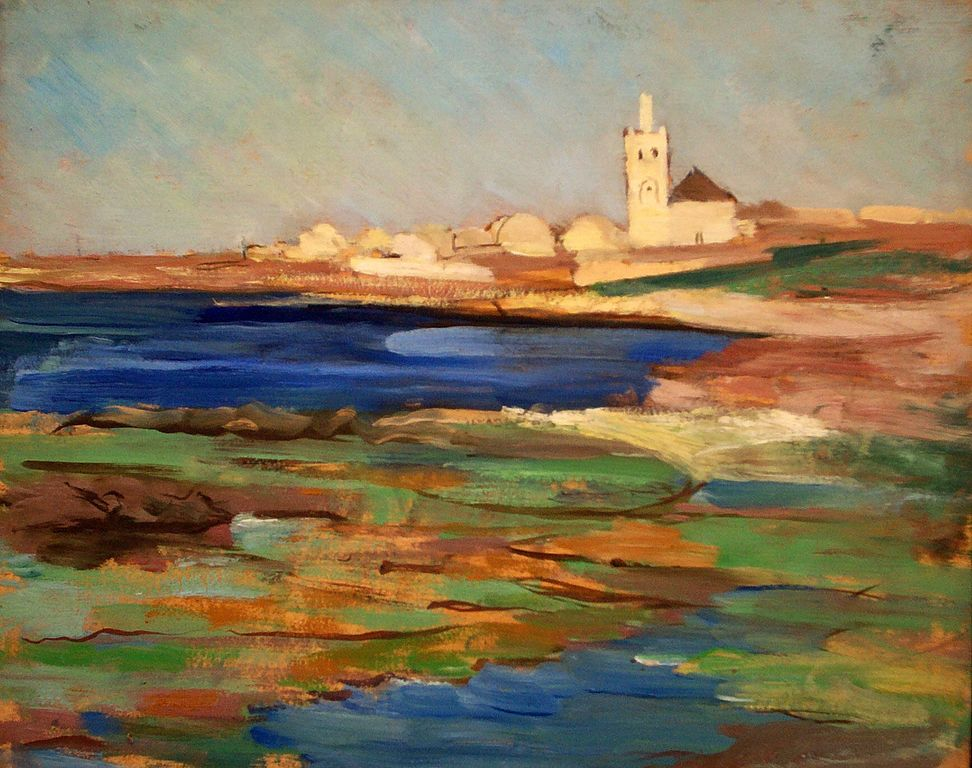
La ville d'Azzemour au Maroc

En 1950, Jean-Pierre Létorey est nommé au Maroc, à Mazagan (aujourd'hui El Jadida). Lui et sa femme retrouvent des amis connus à Djibouti ou à Madagascar dont la carrière se poursuit au Maroc. Leurs familles respectives, les camarades d'atelier et les amis les plus proches viennent volontiers séjourner plus ou moins longtemps auprès d'eux.
Elle privilégie les bouquets de fleurs et les portraits de ses filles qui grandissent.
Dès que son mari peut l’emmener en voiture à Meknès, Agadir, Safi, ou Mogador (Essaouira), elle remplit des carnets à la gouache. Puis en octobre 1952, elle est nommée professeur de dessin au lycée de la ville jusqu'à son départ en 1956.

### Retour en France

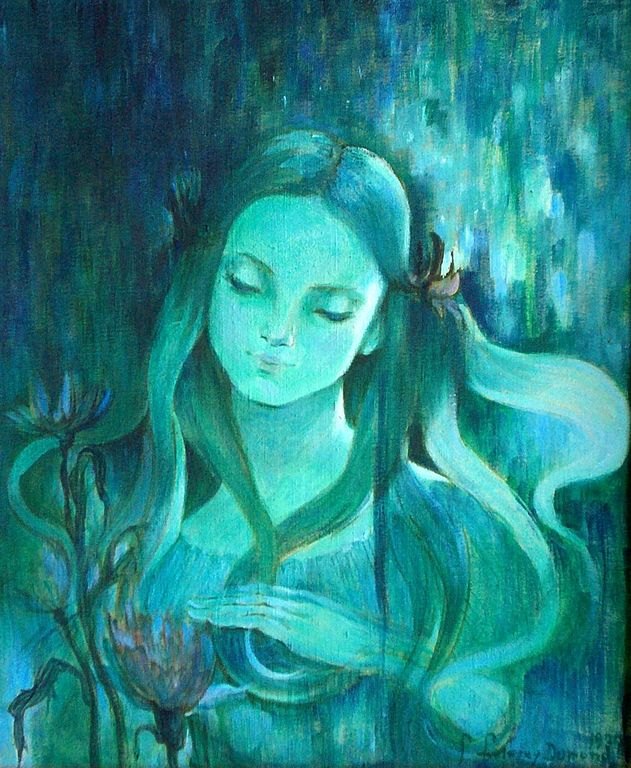
Naïade

Rentrés définitivement en 1956, le ménage s'installe à Paris. Elle trouve un poste de professeur au lycée Notre-Dame Les Oiseaux à Verneuil-sur-Seine.
En 1958 ils achètent une longère près de Sainte-Sévère-sur-Indre. Dans une grange, elle a organisé son atelier. Là, elle dessine, peint, prépare ses cours, reprenant ses thèmes habituels, puisant dans ses carnets de croquis ou faisant des recherches de style et de couleurs.

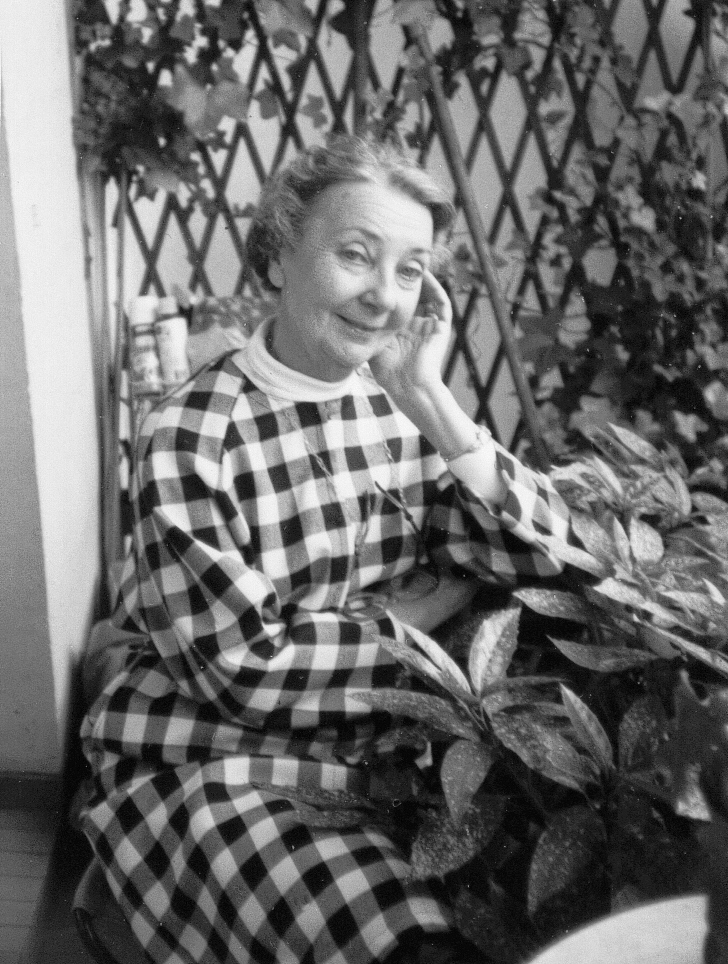
Suzanne Létorey à 70 ans

Elle travaille particulièrement longtemps sur le portrait d'une jeune Malgache aux yeux en amandes dont la courte vie dramatique l'avait émue. Elle fait aussi les portraits de la jeunesse qui grandit autour d'elle, sa fille cadette, ses neveux et nièces, leurs amis et, par la suite, ses petits-enfants. Elle présente à plusieurs reprises des toiles aux salons parisiens des Indépendants et d'Automne.
Passant en 1961 les vacances en Bretagne, Binic, Bénodet, Sainte-Anne-d'Auray, à une époque où les costumes traditionnels sont encore portés couramment elle en rapporte des carnets de croquis et de nombreuses esquisses à l'huile. 
Parallèlement elle continue ses cours, préparant pour ses élèves des modèles colorés aussi précis et soignés que ses tableaux aboutis. Elle les assumera jusqu'à sa retraite en novembre 1971. Veuve en 1982, sa palette se modifie à nouveau. Inspirée par les thèmes d'Eau et de Nature, elle exécute une série de nymphes rêveuses au milieu d'algues ou de brumes aquatiques, choisissant des tonalités turquoise, jade, émeraude ou bleu-vert.
Elle cesse de peindre vers 1996.
Fin janvier 2002 elle meurt à l’hôpital d’Eaubonne, dans sa quatre-vingt-onzième année.
Elle est enterrée au cimetière d'Hardricourt.